# Симоцуки, Харука
Харука Симоцуки (яп. 霜月はるか Симоцуки Харука) — японская певица и композитор, в равной степени известная как исполнительница песен для компьютерных игр (реже — для аниме), а также как автор и исполнитель собственной музыки. Работает как на коммерческой основе, так и неофициально, постоянно представляя свои новые работы в качестве альбомов додзин-музыки на крупнейших японских фестивалях любительской манги, игр и музыки M3 (Music+Media-mix Market) и Comic Market. Среди коллег и поклонников имеет прозвище Симоцукин (яп. シモツキン).

## Биография
Харука Симоцуки родилась в префектуре Мияги, выросла в Токио. Окончила женский университет Сираюри города Тёфу, факультет культуры по специальности «детская литература».
11 октября 2001 года, на фестивале M3 (Music+Media-mix Market), под именем Maple Leaf, она представила две свои первые работы: альбом аранжировок и кавер-версий песен из популярной игры студии Key, Air (игра) под названием «Ciel etoile» и альбом собственных сочинений, «SACRED DOORS vol.1», состоящий из двух песен и 18-ти инструментальных треков, написанных на основе придуманного ею сюжета воображаемой ролевой игры.
С 2002 года она начинает записывать песни для игр других независимых авторов, а 5 мая 2003 выходит сингл с её первой песней для коммерческой игры Ashita Deatta Shoujo, «Natsu no Haoto». В том же году она начинает принимать активное участие в проектах других музыкантов-любителей, среди которых оказалась популярная впоследствии группа Sound Horizon.
25 ноября 2004 года выходит её первая работа для аниме, сингл с песней «Toumei Shelter», закрывающая заставка сериала «Rozen Maiden», записанная в составе проекта refio+Haruka Shimotsuki. В том же году начинается её сотрудничество со компанией-производителем игр Gust, продолжающееся по сей день в плане записи и написания песен для игр серий Alelier и Ar Tonelico.
2005 год стал годом начала профессиональной музыкальной карьеры Харуки Симоцуки: она оставляет прежнюю работу в IT-сфере, чтобы вплотную заняться музыкой. 22 сентября 2005 года выходит её дебютный коммерческий альбом «Ashiato Rhythm ~Haruka Shimotsuki works best~», составленный из песен, записанных для различных игр. В том же году она формирует некоммерческий проект под названием tie Leaf, в который входят другие композиторы, в частности — MANYO, miu и Takamaru, авторы текстов и манги. 30 декабря проект выпускает медиа-издание, включающее в себя 22-страничную мангу и музыкальный альбом «Tsukioi no Toshi», первую работу серии под названием Lag-Quarra.
10 августа 2006 года состоялся первый, посвящённый выходу дебютного альбома концерт, Haruka Shimotsuki Solo live Lv. 1 ~Tokeidai no Aru Machi yori~, и в том же году происходит ещё одно важное событие: 14 июня выходит совместный сингл Харуки и лидера дебютировавшей в 2004 году группы Sound Horizon, Revo (музыкант), «Kiri no Mukou ni Tsunagaru Sekai», много сделавший для объединения групп поклонников Харуки и Sound Horizon.
28 февраля 2007 года артистка выпускает свою первую коммерческую авторскую работу, альбом «Tindharia no Tane», ставшей началом трилогии Tindharia, выпуск частей которой сопровождался выходом пяти томов манги с приложениями в виде песен.
В 2009 году выходят сразу два концертных DVD группы Sound Horizon с участием Харуки, «6th Story Concert ~Moira~» и «Triumph of Territorial Expansion III», а также, 23 ноября проходит её собственный концерт по первым двум альбомам трилогии Tindharia, «Original Fantasy Concert 2009 ~Fel Ary Aria~», запись которого выйдет 24 февраля 2010 и её станет первым концертным DVD.
Среди неофициальных записей 2011 года центральное место занимают работы проекта arcane 753, в который вошли композитор MANYO и автор текстов многих песен Харуки, Хийяма Нао. Выходят серия независимых работ под названием Chou.
31 декабря 2012, на фестивале Comic Market 83, Симоцуки, MANYO и Хийяма представили первый мини-альбом своего нового музыкального проекта, canoue, «canoue ~Mawaru Rashinban~».

## Музыка
Своё вдохновение как автор Харука черпает преимущественно в книгах и играх в стиле «фэнтези», в кельтской музыке и музыке средневековой Европы. Судя по записям из дневника, она путешествует и не раз бывала в Ирландии и других милых сердцу местах. По её собственным словам, кроме авторов музыки для игр, на её творчество повлияли такие артисты как Хаясибара Мэгуми и группа Zabadak.

## Голос
Симоцуки Харука обладает сильным и многообразным голосом. Не обладая профессией голосовой актрисы (сейю), она может исполнить 5-6 песен абсолютно различными голосами. Для её сольных студийных работ характерны богатые вокальные аранжировки и сложная полифония: часто звучат хоралы, созданные путём многократного наложения различных вокальных партий, исполненных ею одной.

## Награды
27 декабря 2012 года на сайте компании Square Enix появилась информация о том, что Симоцуки Харука стала победительницей международного конкурса Annual Game Music Awards 2012 в номинации «Лучший альбом», с рок-ораторией «Koboreru suna no aria», третьей частью трилогии Tindharia, вышедшей 25 апреля 2012 года.

## «Симоцукин»
С лёгкой руки коллеги, Катакири Рекки, круглое существо, с короткими ручками-ножками и красной бабочкой, которое Харука рисовала, давая автографы, стало называться «Симоцукин». Сама Харука определяет это существо как «яйцо, полное мечтаний и музыки». «Симоцукин» закрепилось и как прозвище самой артистки и воспринимается ею как своё альтер эго. От имени Симоцукина она любит здороваться и прощаться с аудиторией. «Здравствуйте!» звучит как «Shimotsu!», «До свидания!» — как «Gumun!». Со времени начала сольных концертов, Симоцукин существует в виде мягких игрушек, немного изменяясь из года в год.

## Факты о Симоцуки Харуке
- Больше всего Харука любит путешествия и RPG-игры.
- Её самое любимое блюдо — натто (чем более липкое — тем лучше), нелюбимая еда — сырой перец и помидоры.
- Её любимый журнал — Nikkei WOMAN, любимые фильмы — аниме студии Ghibli, любимая музыка — музыка из игр.
- Её любимые цвета — голубой и зелёный, цвета природы.
- У Харуки есть домашнее животное: белый попугайчик. Ещё ей нравятся, кошки, собаки и кролики.
- Её мечтой в детстве было заниматься чем-то, связанным с музыкой или аниме.
- Своими достоинствами Харука считает оптимизм и позитивное мышление, недостатками — склонность делать всё в спешке и бросать начатое.
- Лучшие способы вознаградить себя — интересные поездки и необычные блюда.
- Необходимое, чтобы чувствовать себя счастливой — петь и мечтать.
- Лучшим в своей жизни она считает возможность выступать, читать письма поклонников, видеть улыбки на их лицах, доверительно общаться с ними[20].

## Дискография
Дискография Симоцуки Харуки обширна, включает в себя больше 550 песен (по состоянию на октябрь 2014 года), не считая повторений и каких-либо их вариантов, и, по ряду причин — очень запутана, поэтому приведённая здесь классификация носит условный характер, с целью выделить тематические циклы её работ и избежать повторений для желающих найти все записанные ей песни.

### Коммерческие альбомы-сборники песен, записанных для игр
Каждый альбом также содержит по крайней мере одну новую, написанную специально для него, песню.
- Ashiato Rhythm 22.09.2005 (яп. あしあとリズム)
- Oto No Compass 25.06.2008 (яп. 音のコンパス)
- Michibiki No Harmony 14.04.2010 (яп. 導きのハーモニー)
- Hoshizora Ensemble 23.02.2011 (яп. 星空アンサンブル)
- Omoi No Concert 14.11.2012 (яп. 想いのコンチェルト)
- Nanairo Score 5.11.2014 (яп. なないろスコア)

### Коммерческие синглы
Песни, записанные для игр, аниме и заставок радио-программы Симоцуки Харуки, «Frost Moon Cafe+».
- Glass Kagami no Yume 26.10.2005 (яп. 硝子鏡の夢)
- Kiri No Mukou Ni Tsunagaru Sekai (with Revo) 14.06.2006 (яп. 霧の向こうに繋がる世界)
- Hoshizora no Sakamichi 26.09.2007 (яп. 星空の坂道)
- Kazahane 22.02.2008 (яп. カザハネ)
- Yume No Hate Ni 28.12.2008 (яп. ユメノハテニ)
- Break time 8.09.2009 первая заставка и концовка «Frost Moon Cafe+»
- Kimi to no Tabiji 23.12.2009 (яп. 君との旅路)
- Saigo no Michishirube 10.02.2010 (яп. 最後の道標)
- Smile Link 1.06.2011 вторая заставка и концовка «Frost Moon Cafe+»
- Let's Go ☆ Shimotsukin 24.07.2013 (яп. れっつごー☆シモツキン)
- Starting Voice 23.04.2014 третья заставка и концовка «Frost Moon Cafe+»

### Original Fantasy CD (коммерческие альбомы)
Альбомы:
- Tindharia No Tane 28.02.2007 (яп. ティンダーリアの種)
- Griotte No Nemuri Hime 14.10.2009 (яп. グリオットの眠り姫)
- Koboreru Suna No Aria 25.04.2012 (яп. 零れる砂のアリア)
- Rem Le Rose No Majo 9.10.2013 (яп. レムルローズの魔女)

Диски-дополнения к манге и drama-CD:
- Tindharia No Tane Drama CD 28.05.2008 (яп. ティンダーリアの種 ドラマCD)
- Tindharia No Tane Dai 1 Kan Gentei Ban ~Yume watashi~ 25.05.2009 (яп. ティンダーリアの種　第１巻)
- Tindharia No Tane Dai 2 Kan Gentei Ban ~Koinegai no shirube~ 25.01.2010 (яп. ティンダーリアの種　第２巻)
- Tindharia No Tane Gaiden ~Sorezore No Hanamatsuri~ 13.08.2010 (яп. ティンダーリアの種　外伝 ～それぞれの花祭り～)
- Griotte No Nemuri Hime Dai 1 Kan Gentei Ban 25.06.2011 (яп. グリオットの眠り姫 一巻限定版)
- Griotte No Nemuri Hime Dai 2 Kan Gentei Ban 25.01.2012 (яп. グリオットの眠り姫 二巻限定版)
- Griotte No Nemuri Hime Kienai Kakera 25.01.2012 (яп. グリオットの眠り姫 消えない欠片)
- Ibara No Mado 2.11.2013 (яп. 茨の窓) диск-приложение к концертному буклету

Сборник песен с дисков-дополнений к манге и drama-CD:
- Tindharia No Kanade 30.06.2012 (яп. ティンダーリアの奏)

### Серия «Sacred Doors», проект Maple Leaf
- SACRED DOORS vol.1 11.10.2001 саундтрек несуществующей игры «Sacred Doors»
- Yuragu Sora ~SACRED DOORS vol.0~ 30.12.2002 (яп. ユラグソラ ～SACRED DOORS vol.0～)
- Wyrdrad no Shirabe ~SACRED DOORS another tale~ 30.08.2008 (яп. ウィルド・ラッドの調べ ~SACRED DOORS another tale~)
- Hikari no Amaoto ~SACRED DOORS element maxi side Undine~ 15.08.2010 (яп. 光の雨音～SACRED DOORS element maxi side Undine～)

### Серия «Lag-Quarra», проект tie Leaf
- Tsukioi no Toshi 30.12.2005 (яп. 月追いの都市) альбом
- Lip-Aura ~Sono Te Ga Katadoru Sekai~ 17.08.2007 (яп. Lip-Aura ～その手が象る世界～) сингл
- Tsuisou no Mado 15.08.2009 (яп. ツイソウの窓) сингл
- Rakujitsu no maioigo 31.12.2012 (яп. 落日の迷い子) сборник с одной новой песней
- Hikari No Furu Mori ~Nejimaku Tsuki Vol.1 trial ver.~ 27.04.2014 (яп. 光の降る森～捻子巻く月 vol.1 trial ver.～) пилотный сингл с нового альбома

### Серия «Kasou Shoujo», ответвление от Lag-Qarra
- Kasou Shoujo ~Lip-Aura~ Zensoukyoku 13.08.2010 (яп. 花想少女～Lip-Aura～前奏曲) drama-CD с тремя песнями
- Kasou Shoujo ~Lip-Aura~ Gensou Kakyoku Shuu 26.10.2011 (яп. 花想少女～Lip-Aura～幻想歌曲集) альбом
- Kasou Shoujo ~Lip-Aura~ Complete Box 26.10.2011 (яп. 花想少女~Lip-Aura~コンプリートボックス) коллекционное издание, объединяющее два предыдущих

### Остальные записи, проект Maple Leaf
- Impronta ~Eien No Toshi E~ 26.12.2003 (яп. Impronta～永遠の都市へ～) сингл
- Maple Leaf Box 31.12.2006 сборник записей 2002—2006 года

### Проект arcane 753
- Tsunagi Chou No Tsuka 10.04.2011 (яп. ツナギ蝶ノ塚) мини-альбом
- Hane No Naki Chou 13.08.2011 (яп. 羽ノ亡キ蝶 ) мини-альбом
- Utsugi No Togabito 31.12.2011 (яп. 虚木ノ咎人) мини-альбом
- Chou No Arika 11.08.2012 (яп. 蝶ノ在リ処) альбом, включающий в себя все предыдущие, 3 новые песни и 2 новых версии старых

### Проект 753
- Yoru No Tomosu Lanje 29.04.2013 (яп. 夜を灯すランジェ) сингл
- Another Flower 27.04.2014 совместный мини-альбом с Накаэ Мицки из додзин-круга ABSOLUTELY CASTAWAY с кавер-версиями песен друг друга и одной новой песней в трёх вариантах
- Asa wo utau Elmit 26.10.2014 (яп. 朝を唄うエルミット) совместный мини-альбом с Чатой

### Проект Canoue
- Canoue ~Mawaru Rashinban~ 31.12.2012 (яп. canoue～廻る羅針盤～) мини-альбом
- Kaze Ni Kieta Machi 19.01.2013 (яп. 風に消えた街) сингл, приложение к концертному буклету
- Canoue II ~Saihate no Tou~ 12.08.2013 (яп. canoueII～最果ての塔～) мини-альбом
- Luccica 11.12.2013 (яп. ルチカ) первый коммерческий мини-альбом
- Canoue III ~Umi Ni Nemuru Oukoku~ 31.12.2013 (яп. canoueIII～海に眠る王国～) мини-альбом
- Canoue Chronicle 17.08.2014 (яп. ルチカ) альбом, объединяющий canoueI, II и III с двумя новыми песнями

### Концертные альбомы
- Melodies Memories 01.05.2011 акустический концерт 15 ноября 2010 года в зале Mt. Rainier Sibuya Pleasure Pleasure

### Альбомы аранжировок
- Ciel Etoile 11.10.2001 альбом аранжировок мелодий и кавер-версий песен игры Air (игра)
- Ragnarok Online Arrange Mini-album Reed+ 8.08.2002 альбом аранжировок мелодий из игры Ragnarok Online

### Диски-приложения к концертным буклетам, включающие песни из разных работ
- Haruka Shimotsuki solo live Lv. 2 Pamphlet CD 13.07.2008 (яп. Haruka Shimotsuki solo live Lv.2 パンフレット CD) диск-приложение к концертному буклету
- Yuragu Sora/Tsukioi no Toshi Acoustic Arrange CD 30.12.2009 (яп. ユラグソラ/月追いの都市 Acoustic Arrange CD) диск-приложение к брошюре, раскрывающей смысл историй «Sacred Doors» и «Lag-Quarra» и краткое описание альбомов.
- Shimotsuki Haruka no Frost Moon Cafe Rinji Shutten Special CD 2010summer 15.08.2010 (яп. 霜月はるかのFrost Moon Cafe 臨時出店スペシャルＣＤ 2010summer) диск для продажи на концерте, живые версии песен сингла Break Time и несколько выпусков программы Frost Moon Cafe+

### Вокал в работах проекта kukui
- Toumei Shelter 25.11.2004 (яп. 透明シェルター) сингл, издан под именем refio + Shimotsuki Haruka
- Yumewatari No Yoru 29.12.2004 (яп. ゆめわたりの夜) сингл
- Hikari no Rasenritsu 23.11.2005 (яп. 光の螺旋律) альбом
- Little Primrose 25.01.2006 сингл
- Starry Waltz 26.04.2006 сингл
- Leer Lied ~Rozen Maiden Best Album~ 25.04.2007 (яп. レーアリートローゼンメイデンベストアルバム) альбом
- Concordia 23.05.2007 (яп. コンコルディア) сингл
- Hakoniwa Note 24.10.2007 (яп. 箱庭ノート) альбом
- Chizu Sanpo 18.02.2009 (яп. 地図散歩) сингл
- Shunkan Sympathy 25.08.2010 (яп. 瞬間シンパシー) сингл

### Вокал в работах проекта Voltage of Imagination
- Ancient Colors Infinity vol.1 ~Taitou no suika~ 20.10.2004 (яп. Ancient Colors Infinity vol.1 泰東ノ翠霞) мини-альбом
- ORBITAL MANEUVER — Phase 1 ~Geotaxis~ 30.09.2005 мини-альбом

### Вокал в работе проекта Whisper Records
- Yggdrasil 14.03.2004 альбом

### Вокал в работе проекта MW
- RINNE 14.08.2009 (яп. 燐音 -RINNE-) альбом

### Саундтреки
- Sabae no Ou Original Soundtracks 28.04.2006 в составе проекта tria+
- Relict ~Toki no wasuremono~ Relict Image Soundtrack 15.08.2004 (яп. Relict －トキの忘れもの－ イメージアルバム) саундтрек игры, Харуке принадлежит 1 песня и 7 инструментальных треков

### Вокал в работах проекта Barbarian On The Groove
- Diorama Shade 29.12.2005 альбом
- ещё 27 песен, записанных в составе проекта с 2003 по 2013 г.
  - Wind and Wander (Black Hawk Down!) (I’ve sound Tribute 26.12.2003)
  - Close to me… (Max bass) (I’ve sound Tribute 26.12.2003)
  - YA.KU.SO.KU (Rules of Attraction) (I’ve sound Tribute 26.12.2003)
  - Azure (Flying Barbarian 29.04.2004)
  - Teorema (Elegantronica 27.08.2004)
  - Hikari no kizuna (Melancollage 30.12.2004)
  - Fukaku nemure (Taos Pueblo 1.05.2005)
  - Kimi ni furu ame (Taos Pueblo 1.05.2005)
  - Hisui no kageri, konketsu no bara (Le Mondo Musical de 12.08.2005)
  - Tsunagaru sekai (Seven 29.04.2006)
  - Inishie no arika (Dragon Valley ~Misterio~ 31.12.2006)
  - Torubadooru (Dragon Valley ~Twilight~ 20.08.2006)
  - Rakuen no kizu (Dragon Valley ~Twilight~ 20.08.2006)
  - Kokoro no mama de (Cosmos ~Henchou suru sekai~ 29.04.2007)
  - Eteruno.sorudan (Dragon Valley ~Arco-Iris~ 17.08.2007)
  - Mei mo naki tori (Petroglyph 31.12.2007)
  - Nageki no kaze (Petroglyph 31.12.2007)
  - Hashitte yuku (El Fin De La Infancia ~Shuuen to kakusei~ 16.08.2008)
  - Kaze no yukue (SIN Kuro Toki Iro no Shoujo OST 28.12.2008)
  - Universalia -Worrisome Version- (Folclole 27.05.2011)
  - Sabaibaru romansu (Barbarian On The Groove — Works Collection 3rd 26.10.2012)
  - Wenkamui ~Denshou uta~ ((M3-30) Ikkakujuu no nazo -Mystery of the Unicorn- 28.10.2012)
  - Glare — Mabayu teru ((M3-30) Ikkakujuu no nazo -Mystery of the Unicorn- 28.10.2012)
  - Fractale Sequence (Rebirth colony -Lost azurite- OST 22.11.2012)
  - Nageki no kaze 2013 (Visions 31.10.2013)
  - Nami No Zankyou (Barbarian On The Groove Works Collection 4th 31.10.2013)
  - Ame no oto ga niji o yobu (Short ver.) (Capcom game [CrossxBeat] 2013)

### Работы для игр серии Atelier и Ar Tonelico, Ciel Nosurge, Ar Nosurge компании Gust
- 15 песен, записанных для игр серии Atelier с 2004 по 2013 г.
  - Baumkuchen (Atelier Series Vocal Collection — VOLKSLIED 20.04.2005)
  - Kyouri Haruka (Atelier Series Vocal Collection — VOLKSLIED 20.04.2005)
  - Yoru no Tsubasa (Luce Another Fantasm Bonus CD 29.06.2006)
  - Koikaze Tayori (Atelier Series & Mana Khemia Vocal Collection — VOLKSLIED 2 30.05.2007)
  - Inori no Umi (Atelier Series & Mana Khemia Vocal Collection — VOLKSLIED 2 30.05.2007)
  - Change My Life (Atelier Series & Mana Khemia Vocal Collection — VOLKSLIED 2 30.05.2007)
  - La folia (Atelier Vocal Historia 1997—2009 28.01.2009)
  - Eustoma (Atelier Chronicles Bonus CD ~EUSTOMA~ 1.10.2009)
  - Kunpuu no shoujo (Vocal Version) (Atelier Lina Alchemist of Strahl Original Soundtrack 16.12.2009)
  - Der Letze Abend (Atelier Series Vocal Collection — VOLKSLIED 3 23.06.2010)
  - Arcadia (Atelier Series Vocal Collection — VOLKSLIED 3 23.06.2010)
  - Maria (-Twilight Hour- Atelier Ayesha -Alchemist of the Ground of Dusk- Vocal Album 27.06.2012)
  - Yume wo Oru Ie (-Twilight Hour- Atelier Ayesha -Alchemist of the Ground of Dusk- Vocal Album 27.06.2012)
  - Agame yo, Ware wa Shinki (-Twilight Sky- Escha & Logy no Atelier ~Tasogare no Sora no Renkinjutsushi~ Vocal Album 27.06.2013 27.06.2013)
  - Moshimo Toki wo Toetara (New Atelier Rorona ~ Story of Beginning ~ Alchemist of Arland Original Soundtrack ~Re-Compilation~ 20.11.2013)
- 26 песен, записанных для игр серий Ar Tonelico, Ciel Nosurge и Ar Nosurge с 2006 по 2014 г.
  - EXEC_LINKER/. (Shimotsuki) (Chanting the Moon ~Tsukikanade~ Ar tonelico Hymmnos concert Side Crimson 25.01.2006)
  - EXEC_PURGER/.#Aurica extracting. (Inagaki) (Chanting the Moon ~Tsukikanade~ Ar tonelico Hymmnos concert Side Crimson 25.01.2006)
  - EXEC_RE=NATION/. (Chanting the Moon ~Tsukikanade~ Ar tonelico Hymmnos concert Side Crimson 25.01.2006)
  - EXEC_PHANTASMAGORIA/. (with Mitose Noriko & Shikata Akiko) (Chanting the Moon ~Tsukikanade~ Ar tonelico Hymmnos concert Side Crimson 25.01.2006)
  - 月奏～ツキカナデ～ (Chanting the Moon ~Tsukikanade~ Ar tonelico Hymmnos concert Side Crimson 25.01.2006)
  - EXEC_HYMME_LIFE_W:R:S/. (Ar tonelico ~Sekai no Owari de Utai Tsuzukeru Shoujo~ OVA Special CD Ar tonelico Hymmnos Concert Mori 22.05.2006)
  - EXEC_HYMME_MOISKYRIE/. (Ar tonelico ~Sekai no Owari de Utai Tsuzukeru Shoujo~ OVA Special CD Ar tonelico Hymmnos Concert Mori 22.05.2006)
  - EXEC_METAFALICA/. ((Flame ~Homura Ar tonelico II Hymmnos Concert Side Crimson 24.10.2007)
  - EXEC_SOL=FAGE/. (Flame ~Homura Ar tonelico II Hymmnos Concert Side Crimson 24.10.2007)
  - EXEC_VIENA/. (Flame ~Homura Ar tonelico II Hymmnos Concert Side Crimson 24.10.2007)
  - Hartes ciel, melenas walasye. (Flame ~Homura Ar tonelico II Hymmnos Concert Side Crimson 24.10.2007)
  - EXEC_with.METHOD_METAFALICA/. (Flame ~Homura Ar tonelico II Hymmnos Concert Side Crimson 24.10.2007)
  - 焔~HOMURA (Flame ~Homura Ar tonelico II Hymmnos Concert Side Crimson 24.10.2007)
  - EXEC_FLIP_FUSIONSPHERE/. (SUZUNO=MIYA Ar tonelico III hymmnos concert side. Red 27.01.2010)
  - EXEC_ViiBaCi_MjiiRa/. (SUZUNO=MIYA Ar tonelico III hymmnos concert side. Red 27.01.2010)
  - 星巡りの詩 (SUZUNO=MIYA Ar tonelico III hymmnos concert side. Red 27.01.2010)
  - めぐる心・繋がる刻 (Ar tonelico Hymmnos Musical Vocal Best ~Claire&Spica~ 22.12.2010)
  - 誰その夢 (Ar tonelico Hymmnos Musical Vocal Best ~Claire&Spica~ 22.12.2010)
  - leat ptrapica (Ar tonelico Hymmnos Musical Vocal Mini Album ~Cocona~ 23.02.2011)
  - jUmbAdjA (Ar tonelico Hymmnos Musical Vocal Mini Album ~Cocona~ 23.02.2011)
  - yart yor, en (Ar tonelico Hymmnos Musical Vocal Mini Album ~Cocona~ 23.02.2011)
  - EXEC_VISIONDANCE_PLUGINs/. (Krut hymneth ~The Songs that Conversed with the Gods~ Ar tonelico hymmnos concert Complete BOX 6.02.2013)
  - ネプトリュード(Class::NEPTLUDE=>extends.TX_CLUSTERS/.) (Neptlude (Class::NEPTLUDE=>extends.TX_CLUSTERS/.)) (Ciel nosurge Genometric Concert Vol.1 ~Keihan no Uta~ 27.02.2013)
  - Code Ethes Wei (Class::ETHES_WEI=>extends.COMMUNI_SAT/.) (Ciel nosurge Genometric Concert Vol.2 ~Soukai no Uta~ 21.08.2013)
  - zu-fao jen-din; (Ciel nosurge Genometric Concert Vol.2 ~Soukai no Uta~ 21.08.2013)
  - Class::DISTLLISTA; (Ar nosurge Genometric Concert side.Aka ~Tentouki~ 5.03.2014)

### Остальные песни из игр и альбомов других музыкальных проектов
- 2 песни, изданные в 2000 г.
  - ボクって天才？！(えてるなむじーく　「Approach」 30.12.2000)
  - Purelity (えてるなむじーく　「Approach」 30.12.2000)
- 4 песни, изданные в 2001 г.
  - ＯＶＡ夏のゆうひより (えてるなむじーく　「Ａｌｂａｔｒｏｓｓ」 11.08.2001)
  - 卒业 (えてるなむじーく　「Ａｌｂａｔｒｏｓｓ」 11.08.2001)
  - 遥か远い夏 (えてるなむじーく　「Fairway」 11.12.2001)
  - 白い奇迹 (趣味工房にんじんわいん　「ＡｎｇｅｌＫｎｉｇｈｔＳｗｏｒｄ」 11.12.2001)
- 14 песен, изданных в 2002 г.
  - ～风の召び声～ (趣味工房にんじんわいん Ｆａｉｒｙ Ｐｒｏｐｈｅｔｅｓｓ～风の召び声～ 11.04.2002 (1.04.1999))
  - ツナグソノテ (趣味工房にんじんわいん ツナグソノテ 11.04.2002)
  - 忘れないで (趣味工房にんじんわいん ツナグソノテ 11.04.2002)
  - ウチュウの人 (再生ハイパーべるーヴ ぱんださんようちえん 11.08.2002)
  - berceau (再生ハイパーべるーヴ ぱんださんようちえん 11.08.2002)
  - ＬＯＶＥ　ＩＳ　ＭＵＳＩＣ！ (ねるねるねるげ＆あずありあ AZURE FESTIVAL 11.08.2002)
  - ＡＺＵＲＥ　ＭＯＯＮ (ねるねるねるげ＆あずありあ AZURE FESTIVAL 11.08.2002)
  - 谣ノ一 (激団紫季 梦神楽 11.08.2002)
  - 水の槛 (ちゅうちゅうソフトウェア 水の馆 11.08.2002)
  - Englishman in New York (bertama コンピューターおばあちゃん 11.10.2002)
  - 夏空 (PCゲーム 夏日-kajitsu- ED 10.11.2002)
  - 翼をください (campanella ぼくらのうた 11.12.2002)
  - まっくら森の歌 (campanella ぼくらのうた 11.12.2002)
  - 魔法使いサラバント (Sound Horizon 3rd story CD 「LOST」 11.12.2002)
- 12 песен, изданных в 2003 г.
  - 魂のうた (神无ノ岛 オリジナルサウンドトラック 18.01.2003) (tria)
  - delivers for you (うさみみデリバリーズ！！ OP 10.02.2003).mp3
  - before long… (うさみみデリバリーズ！！ ED 10.02.2003)
  - ゆりかご (studio Campanella -campanella- 11.07.2003)
  - Hogwarts Express (KEYBORAD☆SOFT harmony 11.08.2003) (with 森永桐子・國伊巫夜・mintea)
  - 君と (梦题 神无ノ鸟アレンジ纱幸せ计画CD「无限纺ぎ」 11.10.2003)
  - 无限 (梦题 神无ノ鸟アレンジ纱幸せ计画CD「无限纺ぎ」 11.10..2003)
  - 梦时计 (PCゲーム 天巫女姫 OP[Grooming Vocal Collection] 26.10.2003)
  - 芽生えた未来Brand-new-Days (PCゲーム 天巫女姫 ED[Grooming Vocal Collection] 26.10.2003)
  - REAL LOVE (PCゲーム 妹 わたし、どんなことだって… OP[妹 わたし、どんなことだって…　初回特典サウンドトラック] 28.11.2003)
  - こもりうた (PCゲーム 妹 わたし、どんなことだって… ED[妹 わたし、どんなことだって…　初回特典サウンドトラック] 28.11.2003)
  - ユメミルアリス (Ten Count+ ガラクタアリス[ガラクタアリス－ヒトリメノ君へ] 30.11.2003)
- 16 песен, изданных в 2004 г.
  - 沈んだ歌姫 (Sound Horizon — Chronicle 2nd 19.03.2004) (with Aramary)
  - 海の魔女 (Sound Horizon — Chro2nd 19.03.2004)
  - I hope so…-whereabouts- (CODE ZTS LABEL ixion 11.06.2004)
  - Close to you (Spotlight Kid −01- ZERO-ONE 25.06.2004) (with Katakiri Rekka)
  - 天使の微笑 パワーアップキッド (天使の微笑　パワーアップキッド 主题歌 11.07.2004)
  - 遥か旅路へ (オムニバスアルバム doll ～歌姫 vol.3　— 凉 — 27.08.2004)
  - のんびり行こう (オムニバスアルバム doll ～歌姫 vol.3　— 凉 — 27.08.2004)
  - 终わる梦、始まる愿い (ゲーム　死妹人形 29.10.2004) (with Katakiri Rekka)
  - kindness (PCゲーム　少年达の病栋 Full Voice Version　主题歌 10.11.2004)
  - 廻る世界で (PS2ゲーム　アカイイト OP[アカイイト オリジナルサウンドトラック] 3.11.2004) (with Riya)
  - 旅路の果て (PS2ゲーム　アカイイト OP[アカイイト オリジナルサウンドトラック] 3.11.2004) (with Riya)
  - 彼方 (PCゲーム　メイデン☆ブリーダー２　主题歌 10.11.2004)
  - 始まりの予感 (PCゲーム　保母さんのエプロン 主题歌 10.11.2004)
  - 飞べない鸟 (PCゲーム 最终试験くじら～progressive　memories～ イメージサウンドトラック 1.12.2004)
  - Liminality (少女病 Exodas 11.12.2004)
  - 花たてまつれ　忘我の蝶 (Whisper Records — Phantasmagoria 30.12.2004)
- 22 песни, изданные в 2005 г.
  - echo (Campanella berpop melodies ＆ Remixies 11.08.2005)
  - 红楼にて (disaster Sephiroth 11.08.2005)
  - 写真 PCゲーム　ガジェット　主题歌[GADGET original soundtrack] 12.08.2005)
  - 笑顔の魔法 ([Littlewitch] 少女魔法学リトルウィッチロマネスク オフィシャルサウンドトラック 「Jewelries」 12.08.2005)
  - Itiad ([Littlewitch] 少女魔法学リトルウィッチロマネスク オフィシャルサウンドトラック 「Jewelries」 12.08.2005)
  - 外へ游びに行こう (CosihikariUnderground サマバケ２ 14.08.2005)
  - あぜ道 (CosihikariUnderground サマバケ２ 14.08.2005)
  - 元気の魔法 (STパルス ラジオ育児戦争 OP[STパルス — らじお育児戦争 まとめちゃいました 14.08.2005)
  - 大事な人に赠る歌 (STパルス ラジオ育児戦争 OP[STパルス — らじお育児戦争 まとめちゃいました 14.08.2005)
  - equal wind (少女病 CLANN 14.08.2005)
  - 硝子の月 (PCゲーム　カルタグラ[カルタグラサウンドトラック Manie] 19.08.2005)
  - 夏空 夏日 -kajitsu- (音の出る绿茶 Studio Ryokucha Vocal Music Collection 26.08.2005)
  - 花降る丘で-フィリアのテーマ- (PCゲーム　魔王と踊れ![魔王と踊れ！VOCAL ALBUM] 22.09.2005)
  - 风のように-ウィッカのテーマ- (PCゲーム　魔王と踊れ![魔王と踊れ！VOCAL ALBUM] 22.09.2005)
  - 空色の絵の具game ver. (PCゲーム　ヘブンストラーダED[サウンドトラックCD「Heaven Strada -Original Sound Track-」] 21.10.2005)
  - 远き故郷へgame ver. (PCゲーム　ヘブンストラーダED[サウンドトラックCD「Heaven Strada -Original Sound Track-」] 21.10.2005)
  - a far song ～カナタノウタ～ (PCゲーム 最果てのイマ[最果てのイマ オリジナルサウンドトラック] 29.12.2005)
  - 手を离さずに (その向こうの向こう侧　イメージボーカルトラックス 16.11.2005)
  - ちいさな约束 (その向こうの向こう侧　イメージボーカルトラックス 16.11.2005)
  - LUNA (PS2ゲーム カルタグラ～魂ノ苦悩～ OP 15.12.2005)
  - なゆたのかぜ (同人ゲーム 邪ノ嗤フ刻　主题歌 30.12.2005)
  - 夜空の色 ～ToHeart2 挿入歌イメージソング～ (セレサ [SJV-SC] 30.12.2005)
- 14 песен, изданные в 2006 г.
  - Yume iro no natsu (APPLE Leaf 6.01.2006)
  - Tsukiakari no mukou gawa (Game Edit ver) (Relict 2 ~Episoodo muun~ OST 6.04.2006)
  - Ten no namida (Game Edit ver) (Relict 2 ~Episoodo muun~ OST 6.04.2006)
  - [-][-]ri (with Mitose Noriko) (Cascade -kasukeido- 6.08.2006)
  - Love Dreamer (with Chata & Katakiri Rekka) (Yogurting OST 9.08.2006)
  - Yoake no hana (9.09.2006)
  - My home (Higurashi no Naku Koro ni, Image Album — Kakeramusubi 27.09.2006)
  - Sora ni ichiban chikai basho (Yuki furu uta -scene X’mas- 22.11.2006)
  - Tsuki to hoshi no warutsu (Yuki furu uta -scene X’mas- 22.11.2006)
  - Kouya ni Saku Inori (GWAVE 2006 1st Strike 22.12.2006)
  - Meteara elko 'na (Notes. imaged sound album ~AFTER IMAGE~ 31.12.2006)
  - Sekai no katasumi de (Notes. imaged sound album ~AFTER IMAGE~ 31.12.2006)
  - Yakusoku (-torinonakukoro- 31.12.2006)
  - Inori (31.12.2006)
- 16 песен, изданных в 2007 г.
  - Ano Kumo no Mukou he (Itsuka, todoku, ano sora ni. OST Kanzen shuuroku ban 8.03.2007)
  - Just The Way I am (Aa ojousama Yoyaku tokuten dorama CD 27.04.2007)
  - Summer wave (Natsu Uta ~Natsu No Aru Hi No Uta Nikki~ 29.06.2007)
  - Natsu sora no keshiki (with…) (Natsu Uta ~Natsu No Aru Hi No Uta Nikki~ 29.06.2007)
  - Nagareboshi hitotsu (TV anime Sola Image album -Oratorio- 8.08.2007)
  - Beni rou nite (ARCHIV-EAST 17.08.2007)
  - Sakura Iro (AXL Vocal Song Shuu ~Full throttle~ 24.08.2007)
  - True drop (ExE OST 26.08.2007)
  - Bitter sweet pain (PC game ~Clear~ Vocal Album 26.09.2007)
  - Yasashii namida (Koisuru Otome to Shugo no Tate -The shield of AIGIS- Vocal Collection CD 20.11.2007)
  - In The Memory (Yuki Furu Uta 2 ~ Koisuru Kimi No Fuyumonogo~ 30.11.2007)
  - Fuyu no tanpopo (Yuki Furu Uta 2 ~ Koisuru Kimi No Fuyumonogo~ 30.11.2007)
  - Thankful Anniversary (21.12.2007)
  - Itsuka no hikari (PS2 Game Akai ito BGM vocal arrange kyoku 29.12.2007)
  - Liminality (Sancturay 31.12.2007)
  - Koi no hashi (31.12.2007)
- 13 песен, изданных в 2008 г.
  - Karamawari no eameru (TV anime True tears Image songs album ~Tears … for truth~ 14.06.2008)
  - Konna haru no sora o (Tayutama — kiss on my deity — OST 09.07.2008)
  - Niji o mitsuke ta you na iro de (Tayutama — kiss on my deity — OST 09.07.2008)
  - Koisuru gita no serenado (Gyakuten saiban tokubetsu houtei 2008 okesutora konsato 16.07.2008)
  - Suimen made (with Rita) (Aoi Shiro OST 15.08.2008)
  - Yami no kanata ni (with Rita) (Aoi Shiro OST 15.08.2008)
  - Kiiro tanpopo (Kirin-san yushidai sei 16.08.2008)
  - Heiten seeru (Kirin-san yushidai sei 16.08.2008)
  - Koko ni aru mono (Zansho o mimai moushiage masu -Tokuten bookaru 20.08.2008)
  - Code-Realize (Generation next soundtrack vol.2 30.11.2008)
  - Image ~Shinzou~ (with Sakuraba Mitsuru) (Collaboration album ~Message~ 24.12.2008)
  - Toaru wasurerareta umi e yuku koukai shi no tegami (Mana kemia orijinaru esunikku mini arubamu 25.12.2008)
  - Kaze no yukue (SIN Kuro Toki Iro no Shoujo OST 28.12.2008)
- 22 песни, изданные в 2009 г.
  - Flourish (TALES OF THE ABYSS Image Song Alubum ~Brilliant world~ 7.01.2009)
  - Ooinaru itonami (TALES OF THE ABYSS Image Song Alubum ~Brilliant world~ 7.01.2009)
  - Mirai no hate (TALES OF THE ABYSS Image Song Alubum ~Brilliant world~ 7.01.2009)
  - Eikyuu no yuki to toga (TALES OF THE ABYSS Image Song Alubum ~Brilliant world~ 7.01.2009)
  - Passage (TALES OF THE ABYSS Image Song Alubum ~Brilliant world~ 7.01.2009)
  - Puzzle (Kara no Shoujo Drama CD 23.01.2009)
  - Motsureta ito (Kara no Shoujo Drama CD 23.01.2009)
  - Yasashii jikan (Like a Butler 27.02.2009)
  - Chiseeku (5 Sound Album yukar 24.07.2009)
  - Koi no mama de (5 Sound Album yukar 24.07.2009)
  - Proudness (5 Sound Album yukar 24.07.2009)
  - Gin no chizu (with Rita, Chata & Katakiri Rekka) (5 Sound Album yukar 24.07.2009)
  - Tabidatsu tori (5 Sound Album yukar 24.07.2009)
  - Echo (5 Sound Album yukar 24.07.2009)
  - Immature (5 Sound Album yukar 24.07.2009)
  - Akahitoha (Kimi no iru keshiki 2.09.2009)
  - Rainbow (Canvas 3 ~Hakugin no potoreto~ OST 8.04.2009)
  - Konpeitou (Bungaku shoujo ~To yumeutsutsu no senritsu~ 14.08.2009)
  - Everlasting moment (Hosoi satoshi wakusu -Vocalists- 2.09.2009)
  - Doko made mo tomoni (Xbox 360 tayutama — Kiss on my Deity — shudai kashuu 25.11.2009)
  - Granatus (Kimi no naka no paradiamu OST — La musique des Dieus — 11.12.2009)
  - Tabi no tochuu (29.12.2009)
- 4 песни, изданные в 2010 г.
  - Sora no hitomi (Precious Road ~Watashi dake no chizu~ 26.05.2010)
  - Kyomu no Hana (TV anime 'Katanagatari' ED4 7.07.2010)
  - Mercuria (Elements Garden 3 -phenomena- 22.09.2010)
  - Yume iro kosuta (2010)
- 11 песен, изданных в 2011 г.
  - Traumerei (Innocent Grey Shimotsuki Haruka Collection -Traumerei- 14.01.2011)
  - Futari no purisumu (Princess Frontier Portable Vocal CD 7.04.2011)
  - Hikari sasu mirai (Noble works OST 22.04.2011)
  - Sakurazora (Sakura no Sora to, Kimi no Koto Special Disk — Sweet Petals For My Dear 27.04.2011)
  - Pyuupa (bassy — Ongaku pyuupa to yasashii sekai 1.05.2011)
  - Horoguramu (Ku-Soh-Katsu-Geki Ni 13.08.2011)
  - Anthem for Kingdom (Shinsei ni shite Okasu Bekarazu Falkensleben Kingdom Anthem Maxi Single CD 28.10.2011)
  - Te to Te wo Tsunaide (Mashiro Summer Vocal Collection 25.11.2011)
  - Hikari (Mashiro Summer Vocal Collection 25.11.2011)
  - Yukiuta (130 cm x Araken Vocal Collection 29.12.2011)
  - Anata no gurasu (Takenawa Uta Vol.1 30.12.2011)
- 16 песен, изданных в 2012 г.
  - Brand New Happy! (Princess Evangile Portable OP 12.04.2012)
  - Perfect Sky (Kono Oozora ni, Tsubasa wo Hirogete PC Game Maxi Single — Perfect Sky 25.05.2012)
  - Tooryanse (Suigetsu 2 Original Soundtrack 27.06.2012)
  - Rinoriumu, kakeru neiro (Hatsukoi 1-1 Original Soundtrack 29.06.2012)
  - Mirai no hajimari (Princess Evangile ~W Happiness~ Maxi Single 29.06.2012)
  - Yuuki no mahou (Princess Evangile ~W Happiness~ Maxi Single 29.06.2012)
  - Toumei na hikari no naka de (Dolphin Divers Sofmap Special CD 29.06.2012)
  - Kibou no Ken (Futsuno Fantasy Maxi CD 02.07.2012)
  - -Korekara- wo Tsumugu Tabi (Futsuno Fantasy Maxi CD 02.07.2012)
  - Overtaker (Futsuno Fantasy Insert Song 00.00.2012)
  - Astral Flow (MF Bunko J 10th Anniversary Image Song Compilation Album ~Uta-J~ 29.08.2012)
  - Labyrinth I — Cerulean Woodlands (Sekaiju no MeiQ 4 ~Super Arrange Album~ 5.09.2012)
  - Stardrops (GWAVE SuperFeature’s Vol.22 Astraythem Blue Disc 19.10.2012)
  - My sweet heart (Koi Iro Marriage Character Song & Sound Album 26.10.2012)
  - In Paradiso ((M3-30) [Polo Rockers] Imitation 28.10.2012)
  - Sayonara no kawari ni ((M3-30) [Polo Rockers] Imitation 28.10.2012)
- 11 песен, изданных в 2013 г.
  - ソレノイド (Solenoid) (Kara no shojo. The Second Episode. Original Soundtrack 8.02.2013)
  - Go ahead! (Aikomyu!! -IDOL Communication- Character Song Album 31.05.2013)
  - Twinkle shining smile (Yumekoi ~Yume Miru Mahou Shoujo to Koi no Jumon~ Character Song Album 31.05.2013)
  - 未来をつなぐ記憶の欠片 (Mirai wo Tsunagu Kioku no Kakera) (Reminiscence Vocal Collection 31.05.2013)
  - 子どもたちは時待つ花の夢をみるか (Kodomo tachi wa tokimatsu hana no yume wo miru ka) (Bermei.inazawa — Me ni wa sayaka ni mienedomo/Kodomo-tachi wa tokimatsu hana no yume wo miru ka 12.08.2013)
  - 虹色の季節へ (Nijiiro no kisetsu e) (PriministAr Theme Song Maxi CD 30.08.2013)
  - Evergreen (AXL Vocal Collection 4 Overtake 30.08.2013)
  - Eternal Love Song (Magical Marriage Lunatics!! Original Soundtrack 27.09.2013)
  - No Music, No Solfa!!! (Solfa Live theme single ~No Music, No Solfa!!! 15.11.2013)
  - Pa-pa-pa-panda (with Chata & Katakiri Rekka) (Solfa Live theme single ~No Music, No Solfa!!! 15.11.2013)
  - Noblesse of Rouge (GWAVE SuperFeature’s vol.24 Noblesse of Rouge Original Soundtrack 29.11.2013)
- 8 песен, изданных в 2014 г.
  - Happy Float (with Katakiri Rekka & Rita) (WHITESOFT Vocal Collection Vol.1 31.01.2014)
  - 希う船 (Twilight Ocean シャリーのアトリエ～黄昏の海の錬金術士～ ボーカルアルバム 16.07.2014)
  - Knockin' on my door (Short Ver.) (Racial Merge Original Soundtrack 'Affection' 25.04.2014)
  - Star Linker (星織ユメミライ Vocal Collection 29.08.2014)
  - Celestia (星織ユメミライ Vocal Collection 29.08.2014)
  - Trusty (PRIMAL×HEARTS キャラクターソングアルバム 29.08.2014)
  - Eternity (晴のちきっと菜の花びより キャラクターソング&サウンドアルバム 29.08.2014)
  - 箱庭ロジック (『箱庭ロジック』OP-DEMO 2014)

## Видеография

### Концертные видео по Original Fantasy CD
- Original Fantasy Concert 2009 ~Fel Ary Aria~ 24.02.2010
- Original Fantasy Concert 2012 ~Fel Feary Wel~ 14.11.2012

### В составе группы Sound Horizon
- Sound Horizon 6th Story Concert「Moira」~其れでも、お征きなさい仔等よ~LIVE DVD|6th Story Concert ~Moira~ 25.03.2009
- 第三次領土拡大遠征凱旋記念ライブ「国王生誕祭」の模様を収録!|Triumph of Territorial Expansion III 2009
  - schwarzweiβ ~霧の向こうに繋がる世界~
- The Assorted Horizons 18.06.2014
  - schwarzweiβ ~霧の向こうに繋がる世界~

### Другие концерты
- 逆転裁判 特別法廷2008 オーケストラコンサート ~GYAKUTEN MEETS ORCHESTRA~ DVD Book (20.04.2008) 23.09.2008
  - 恋するギターのセレナード
- ガストプレミアムライブ ～黄昏の世界の音楽会～ (29.08.2013) 20.11.2013
  - Run for your life
  - 夢を織る家
  - 崇めよ,我は神鬼
  - Eternal Story
- AkabeiSoft 2 Live 2013 DVD (22.09.2013) 29.12.2013
  - Fractale Sequence
  - Universalia
  - 未来をつなぐ記憶の欠片

### Видеопрограммы интернет-канала НикоНико с песнями
- 【ニコニコ】『KNIGHT ONLINE Xross presents 伊藤賢治＆霜月はるか LIVE in ニコ生』 24.05.2011
  - 相剋のリーブラ
- 【ニコニコ】【霜月はるか登場！超先行実況！】『かんぱに☆ガールズ実況プレイROOM』 15.09.2014
  - Startup (Short ver.)
- 【ニコニコ】【TGS2014】生ライブありの注目発表を独占生放送 DMMゲームズ in TGS 19.09.2014
  - Startup (Short ver.)
- 【ニコニコ】【TGS2014】MSSPや豪華ゲストがノンストップで登場 DMMゲームズ in TGS 20.09.2014
  - Startup

## Концерты

### Сольные
- Haruka Shimotsuki Solo live Lv. 1 ~Tokeidai no Aru Machi yori~ 10.08.2006 (Hatsudai Live-Bar The Doors, Tokyo)
- Haruka Shimotsuki Solo live Lv. 2 ~Shimotsukin wa reberu ga ichi agatta~ 13.07.2008 (Tiara Koutou Dai Hall, Tokyo)
- Haruka Shimotsuki Solo live Lv. 2 ~Shimotsukin wa reberu ga ichi agatta~ 20.07.2008 (Zepp Tokyo, Tokyo)
- Haruka Shimotsuki Original Fantasy Concert 2009 ~Fel Ary Aria~ 23.11.2009 (Nippon Seinen Kan, Tokyo)
- Haruka Shimotsuki Solo live Lv. 3 ~Na, nanto Shimotsukin tachi ga…!??~ 29.04.2010 (Tiara Koutou Dai Hall, Tokyo)
- Haruka Shimotsuki Solo live Lv. 3 ~Na, nanto Shimotsukin tachi ga…!??~ 01.05.2010 (Nanba Hatch, Osaka)[21]
- Haruka Shimotsuki Solo live Lv. 3 ~Na, nanto Shimotsukin tachi ga…!??~ 15.05.2010 (Akasaka BLITZ, Tokyo)
- Haruka Shimotsuki Original Acoustic Live 2010 ~Shimotsukin Shuukakusai~ 15.11.2010 15:00 и 18:00 (Mt. Rainier Hall Shibuya Pleasure Pleasure, Tokyo)
- Haruka Shimotsuki Solo live Lv.4 ~Shimotsukin no gyakushuu~ 3.11.2011 (Zepp Tokyo, Tokyo)[22]
- Haruka Shimotsuki Solo live Lv.4 ~Shimotsukin no gyakushuu~ 05.11.2011 (Nanba Hatch, Osaka)
- Haruka Shimotsuki Solo live Lv.4 ~Shimotsukin no gyakushuu~ 06.11.2011 (Club Diamond Hall, Nagoya)
- Haruka Shimotsuki Solo live Lv.4 ~Shimotsukin no gyakushuu~ 20.11.2011 (Akasaka BLITZ, Tokyo)
- Haruka Shimotsuki Original Fantasy Concert 2012 ~Fel Feary Wel~ 30.06.2012 (Nippon Seinen Kan, Tokyo)[23]
- Haruka Shimotsuki Collaboration live 2013 ~Hiyamanyotsukinmamire 2days~ 19.01.2013 (Club Citta', Kawasaki)
- Haruka Shimotsuki Collaboration live 2013 ~Hiyamanyotsukinmamire 2days~ 20.01.2013 14:00 и 17:00 (Club Citta', Kawasaki)
- Haruka Shimotsuki Solo live Lv.5 ~Shimotsukin no chousen jou~ 02.11.2013 (Nanba Hatch, Osaka)
- Haruka Shimotsuki Solo live Lv.5 ~Shimotsukin no chousen jou~ 03.11.2013 (Bottom Line, Nagoya)
- Haruka Shimotsuki Solo live Lv.5 ~Shimotsukin no chousen jou~ 09.11.2013 (Zepp Tokyo, Tokyo)
- Tsukioi No Toshi Acoustic Story Live 2014 5.07.2014 14:30 и 19:30 (Aoyama Moon Romantic, Tokyo)
- Canoue 1st Chronicle Live 4.10.2014 (Shibuya Duo Music Exchange, Tokyo)

### Концерты с участием (со списками исполненных песен)
- Gyakuten Saiban Meets Orchestra 20.04.2008 (Shinjuku Bunka Center, Tokyo)
  - Loving Guitar’s Serenade
- «P.C.M. Live! Special 2012» 25.11.2012 (Club Citta', Kawasaki)
  - Grafitti
  - Ruri No Tori
  - A little more
- «Favorite 10th ANNIVERSARY SPECIAL LIVE ~Daisuki na Uta Wo, Kimi To~» 04.11.2012
  - Hoshi No Yume ~Gathering The Stars Of Love~
  - Kaleidoscope
- Shihori & Aira Yuki «Lovely chiffon 2» 02.02.2013 (The 1633 Tokyo, Tokyo)
  - Omoi No Concert
  - Hana No Atosaki
- «Atelier Premium Live» 26.05.2013 (Pasella Resort Ginza, Tokyo)
  - Run For Your Life
  - Agame Yo, Ware Wa Shinki
  - Yume Wo Oru Ie
  - Eternal Story
- «Game Music Tribute Live» 02.08.2013 (Shibuya Koukaidou, Tokyo)
  - Byakuya Gensou Tan
- «GUST Premium Live ~Tasogare No Sekai No Ongakkai~» 29.08.2013 (Shibuya Club Quattro, Tokyo)
  - Run For Your Life
  - Yume Wo Oru Ie
  - Agame Yo, Ware Wa Shinki
  - Eternal Story
- «Live Entertaiment A Flashback» 22.09.2013 (Kawaguchi Liliya Hall, Tokyo)
  - Fractal Sequence
  - Universalia
  - Mirai wo Tsunagu Kioku no Kakera
- DeepCrystal 6th LIVE «Iwadare Noriyuki Special Live Band ~Megurokawa oyaji janborii~» 25.09.2013 (The Live Station, Tokyo)
- «ALcot 10th Anniversary LIVE» 28.09.2013 (Zepp Tokyo, Tokyo)
- «P.C.M. Live! Special 2013» 20.10.2013 (Shinjuku Blaze, Tokyo)
- «Shimomura Yoko 25th Anniversary live — Thanks!» 10 и 11.02.2014 (TOKYO FM HALL, Tokyo)
- GameTakt 2014. Day 1, morning 21.03.2014 (Tedako Hall, Urasoe)
  - Yume wo Oru Ie
  - Ametsuchi no kotowari
  - Hoshizukiyo
  - Harukana sora he
  - Let’s go away (participation)
- GameTakt 2014. Day 1, evening 21.03.2014 (Tedako Hall, Urasoe)
  - -HISTORIA-
- GameTakt 2014. Day 2 22.03.2014 (Tedako Hall, Urasoe)
  - コード・エテスウェイ(Class::ETHES_WEI=>extends.COMMUNI_SAT/.）